# Fossa (comune)
Fossa è un comune italiano di 669 abitanti della provincia dell'Aquila in Abruzzo.

## Geografia fisica
Fossa si trova a circa 644 m s.l.m., ai margini occidentali della valle dell'Aterno, a 12 km dalla città dell'Aquila. Confina ad ovest con Ocre, a nord con L'Aquila, a nord-est con Poggio Picenze, ad est con Barisciano e a sud-est con Sant'Eusanio Forconese. Il paese deve il suo nome alla dolina carsica alle pendici orientali del Monte Circolo nella quale il paese è sorto.
Le frazioni sono tre: Le Chiuse, L'Osteria e Cerro. Le Chiuse, detta anche in dialetto "Pej la Madonna" (ai piedi della Madonna), si trova al di sotto della chiesa di Santa Maria ad Cryptas. L'Osteria deve il suo nome ad una vecchia osteria che si trovava sulla via per l'Aquila, mentre Cerro si trova ai piedi del Monte Cerro, ad est dell'abitato.

## Storia

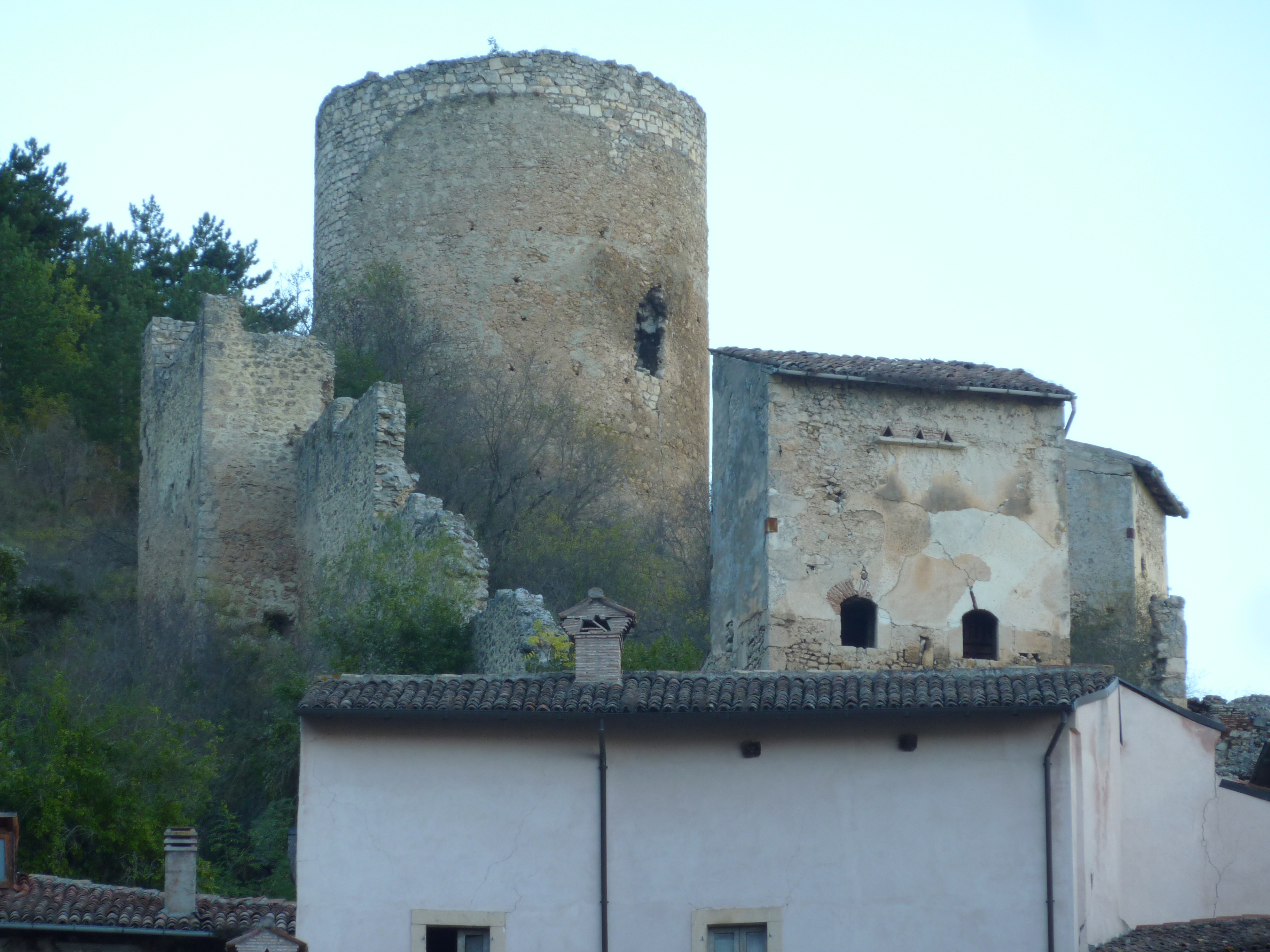
Castello di Fossa

Le prime tracce di presenza umana nella zona in epoca preromana risalgono ai Vestini, con i resti di fortificazioni sul Monte Cerro e la necropoli del IX secolo a.C.
In epoca romana si assiste allo sviluppo di Aveia, città che sarà prefettura e municipio romano della IV regione augustea (Samnium et Sabina) fino alla terza guerra sannitica, per essere poi incomporata a Roma dopo la battaglia del Sentino del 295 a.C. al pari di Peltuinum e Amiternum.
Le alluvioni che procurarono l'impaludamento delle campagne sottostanti l'attuale Fossa e l'arroccamento del borgo sul monte per esigenze difensive a seguito delle invasioni barbariche fecero sovrapporre all'antica città romana il nuovo borgo medievale, al quale fornì molto del materiale edile, come testimoniato dai molti reperti visibili nelle nuove costruzioni.
L'insediamento originale risale agli inizi del XII secolo ed era essenzialmente costituito dal mastio sulla sommità e dalle abitazioni contenute nel recinto fortificato. A questo periodo risalgono le prime citazioni del nuovo nucleo di Fossa, con il primo documento costituito da una bolla papale del 1204 che include il paese alla Diocesi Forconese ed un altro documento del 1269 che testimonia la partecipazione del comune alla fondazione della città dell'Aquila. Inizialmente fu feudo delle famiglie Berardi e Fossa (che da esso trasse il nome) e successivamente dei Colonna e dei Barberini.
L'espansione del borgo iniziò alla fine del XIII secolo lungo la dorsale della stessa dolina carsica con un insediamento ad andamento concentrico intorno al recinto fortificato. L'efficienza del castello durò fino a tutto il XVI secolo, superato poi dall'invenzione delle armi da fuoco e dallo sviluppo dei traffici che ruppero la chiusa economia medievale. In una seconda fase il paese si sviluppò lungo la strada principale posta al di sopra del declivio del monte.
Il 6 aprile 2009, alle 3.32, si è verificato un sisma di magnitudo 6.3, con epicentro a L'Aquila, in frazione Paganica. A Fossa, il terremoto ha causato cinque vittime, oltre ad aver arrecato danni ad edifici ed al patrimonio artistico, e numerosi crolli. Inoltre fu epicentro di un'importante scossa di assestamento il 7 aprile, con magnitudo 5.4.

## Monumenti e luoghi d'interesse

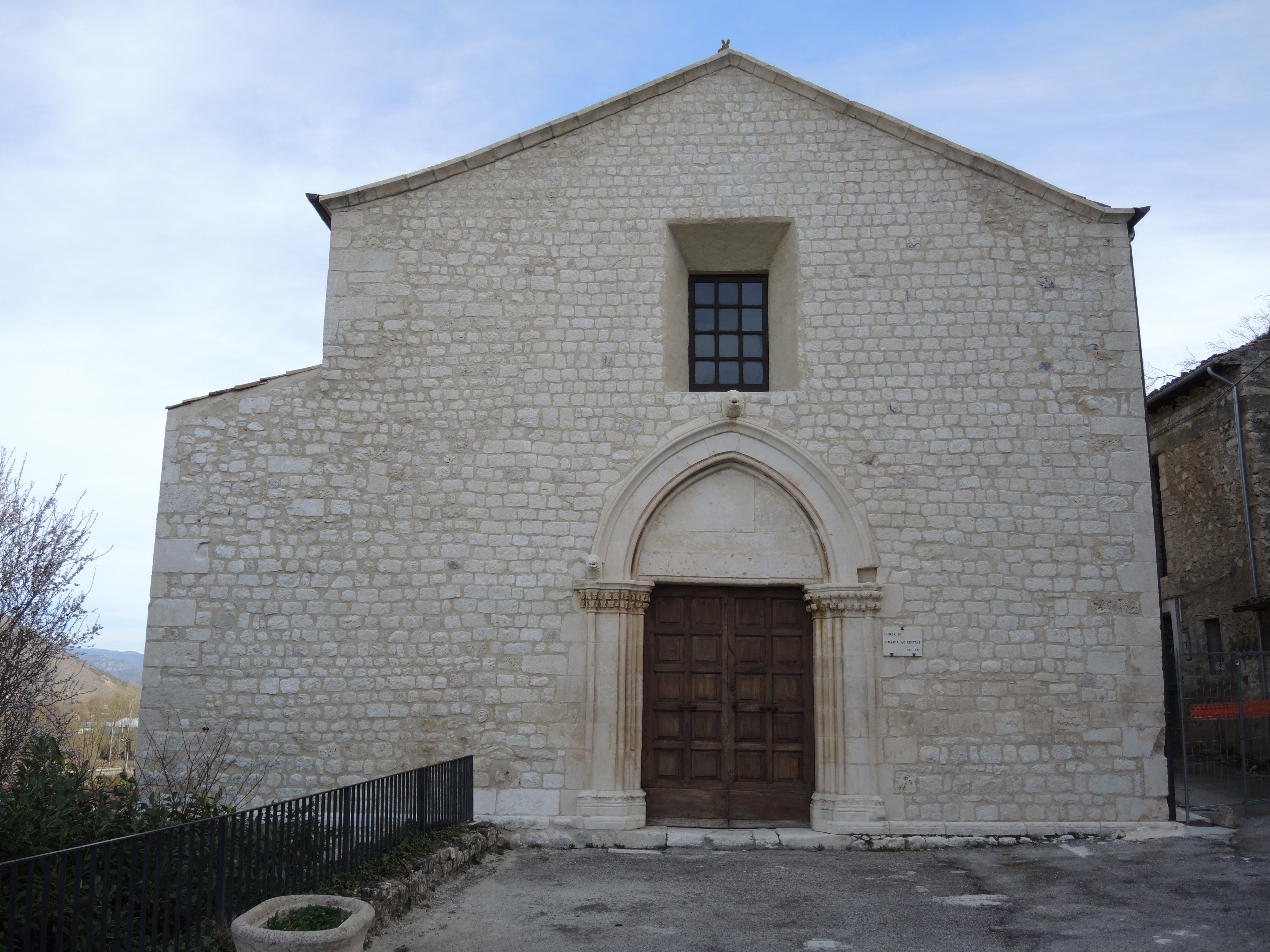
Prospetto della chiesa di Santa Maria ad Cryptas, restaurato nel 2019 insieme all'interno

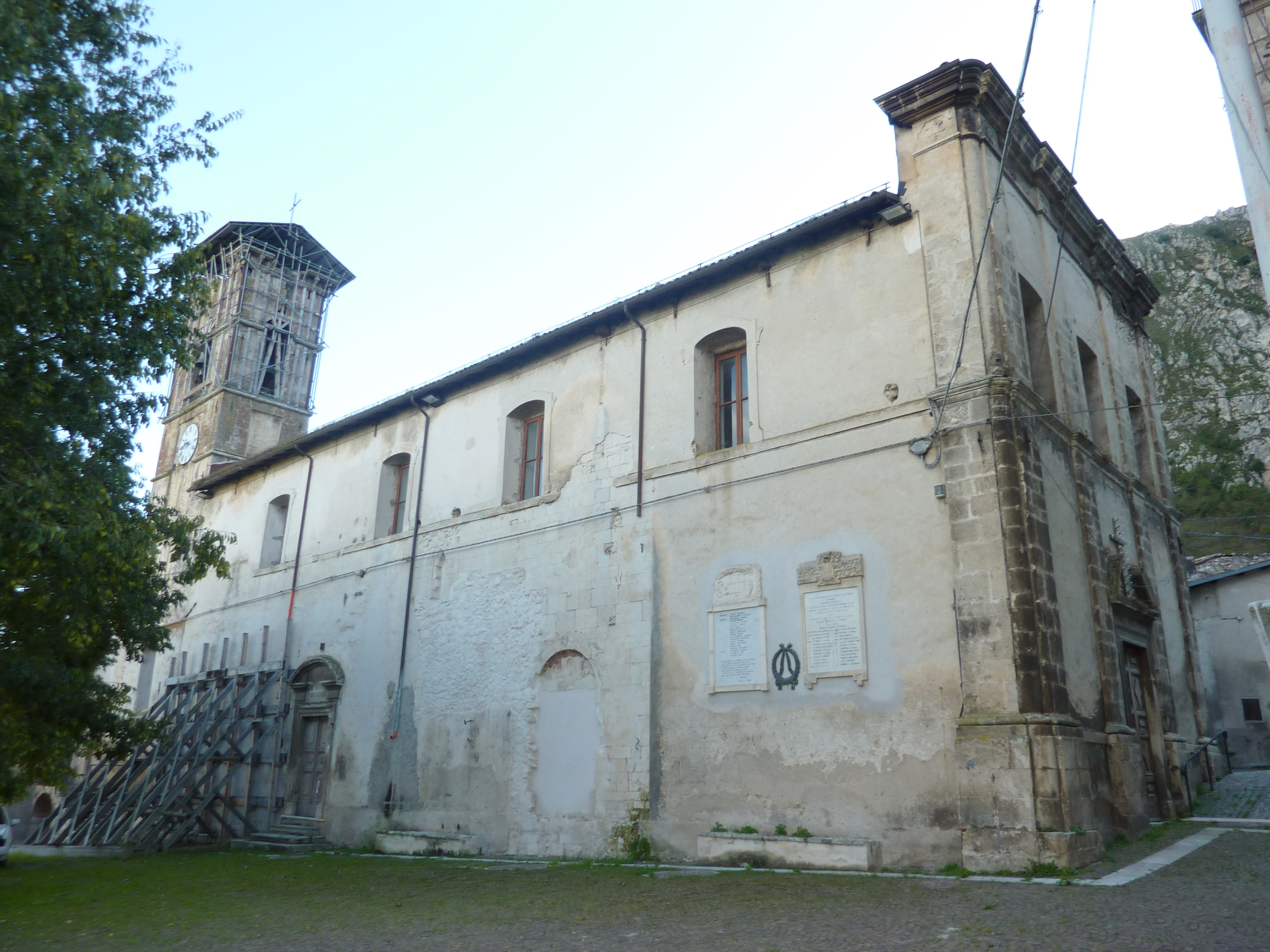
Chiesa di Santa Maria Assunta

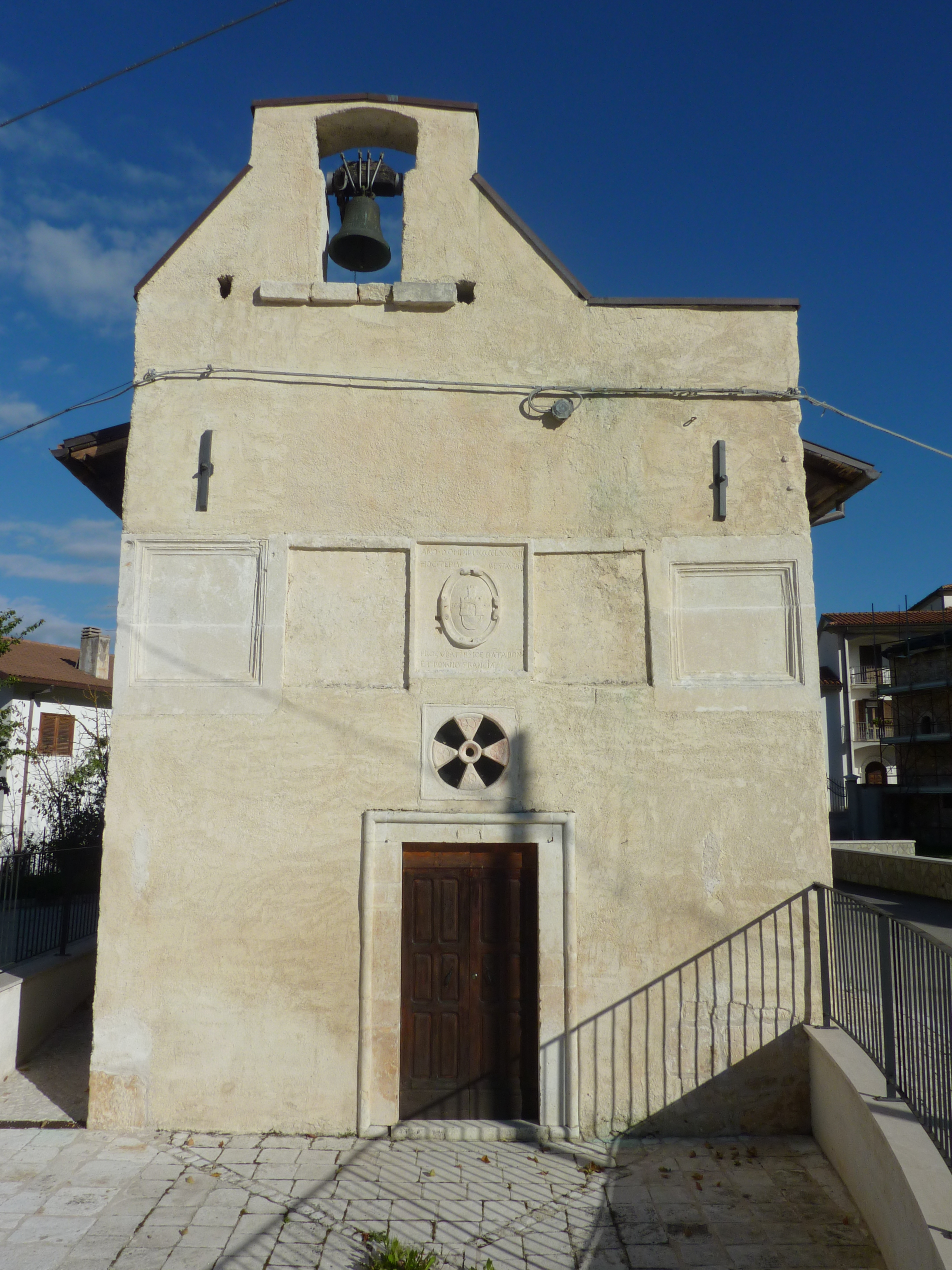
Chiesa di San Clemente

### Architetture religiose
- Chiesa di Santa Maria ad Cryptas, si trova appena fuori dal centro, è una chiesa bizantina del X secolo, costruita su un tempio della dea Vesta, da cui il termine "ad Cryptas". La chiesa fu ampliata nel XIII secolo per la presenza di monaci cistercensi, essendo dipendente dal monastero di Santo Spirito di Ocre. L'esterno molto semplice ha un'entrata ad arco a sesto acuto, di matrice gotica. L'interno è a navata unica a tre campate, con affreschi preziosi della scuola abruzzese del XIII secolo (una parte del ciclo di affreschi delle storie dell'Antico e Nuovo Testamento - Giudizio Universale fu realizzata da Gentile della Rocca), che operò anche a Bominaco, presso la chiesa di San Pellegrino, e in Rocca di Cambio presso la chiesa campestre di Santa Lucia.
- Chiesa di Santa Maria Assunta, è la chiesa parrocchiale di Fossa, situata in Piazza Belvedere. Fu realizzata nella metà del XIII secolo, dedicata alla Vergine Assunta, e ampliato nel XV secolo. L'aspetto attuale barocco è dovuto alla ricostruzione dopo il terremoto del 1703, seguendo l'impianto antico. Dalle pietre e dalle mura si comprende che l'abside venne accorpata al coro nei primi anni del '900, per ricavarne lo spazio di un organo. Danneggiata gravemente dal sisma del 2009, con crolli presso la facciata, nel soffitto, e nella torre campanaria. La chiesa ha pianta rettangolare, con facciata all'aquilana, quadrangolare, a coronamento orizzontale, decorata da tre finestre e un portale settecentesco a timpano curvilineo. L'interno a navata unica ha il soffitto ligneo decorato e arricchito da lacunari e parti in foglia d'argento meccata. Dalle stesse parti decorate, rielaboranti il grottesche e il fiorone aquilano, in rilievo, a delimitare le parti interne, si deduce che il soffitto fu realizzato nel XV secolo, e riadattato nell'epoca barocca per la ricostruzione. Dentro la chiesa, presso le nicchie laterali, si conservano varie tele, quella dell'Assunta, dell'Immacolata tra angeli e il beato Bernardino da Fossa, opera di Ciferri. L'organo settecentesco si trova sulla controfacciata, decorato e intagliato. Alcuni altari conservano anche degli affreschi, e si ricorda quello con l'immagine della Crocifissione, opera di artisti napoletani.
- Chiesa di San Clemente, si trova nella contrada omonima, è una chiesa di campagna del XIII secolo, a pianta rettangolare con facciata a capanna, decorata da una fila di cinque nicchie quadrangolari cieche. Il campanile è a vela. L'interno a navata unica è molto semplice, con soffitto ligneo.

### Architetture civili
- Casa Torre dei Campione, casa trecentesca realizzata a due piani, perché quello della base era usato come bottega. L'ingresso ha la facciata decorate da finezze bifore gotiche.
- Casa Masci, casa rinascimentale con portale incorniciato da tre medaglioni sull'architrave, raffiguranti il sole simbolo di San Bernardino.
- Palazzo Bonanni, in passato sede del Comune, oggi ospita un Museo dell'Artigianato Locale.

### Castello medievale

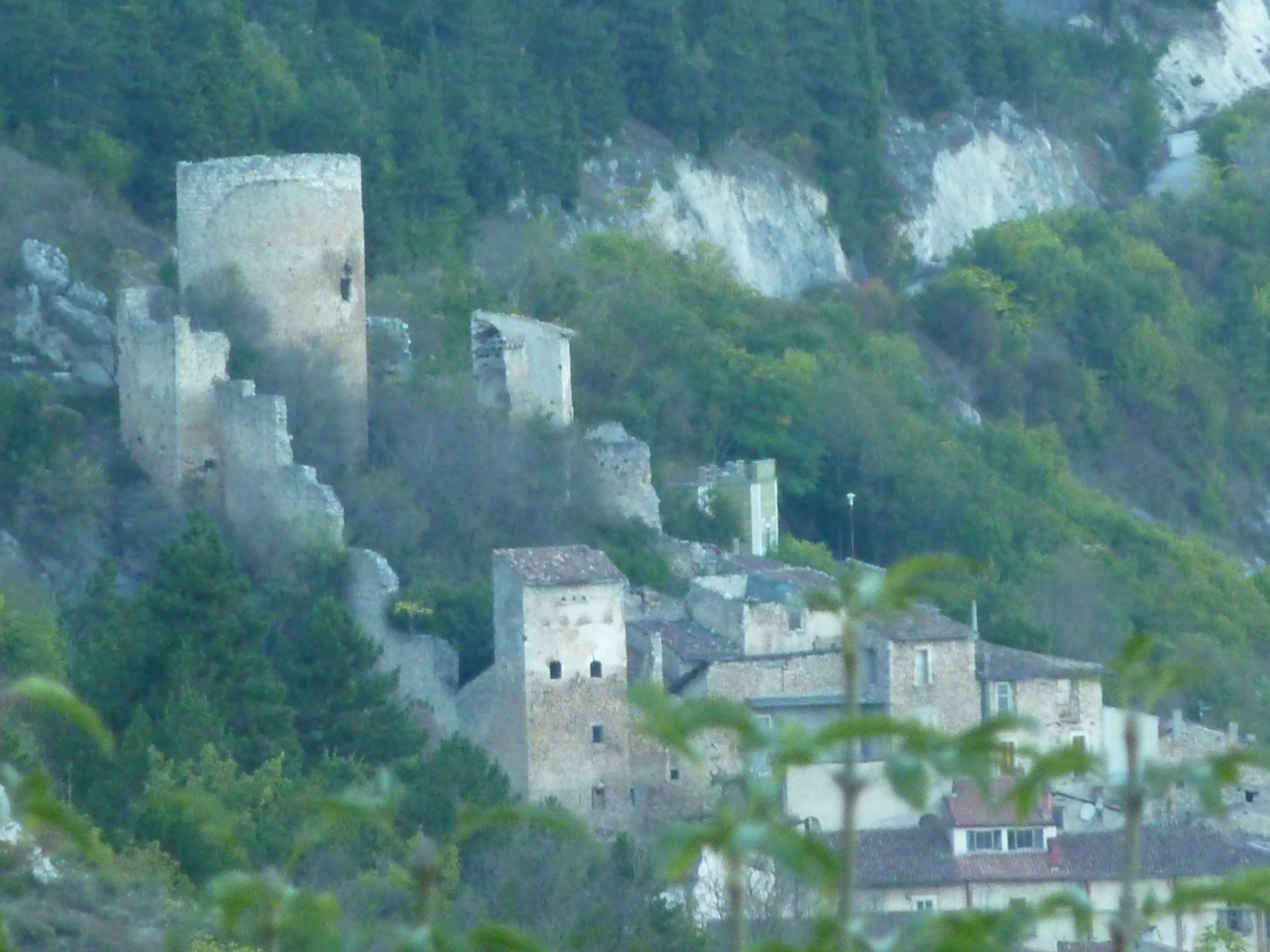
Castello medievale

Il castello sovrasta l'abitato, fu costruito nel XII secolo secondo il criterio della fortezza triangolare di sicurezza, con torrione maggiore di vedetta a pianta cilindrica. Nel 1254 partecipò alla fondazione di L'Aquila, e così nel 1423 subì l'assedio di Braccio da Montone, che lo distrusse, essendo stata una spedizione punitiva per la fedeltà aquilana agli Angioini. Oggi del castello, gravato anche dal terremoto del 1703 e mai più ricostruito, restano parti delle mura e il torrione principale circolare, che sovrasta il borgo.

### Siti archeologici

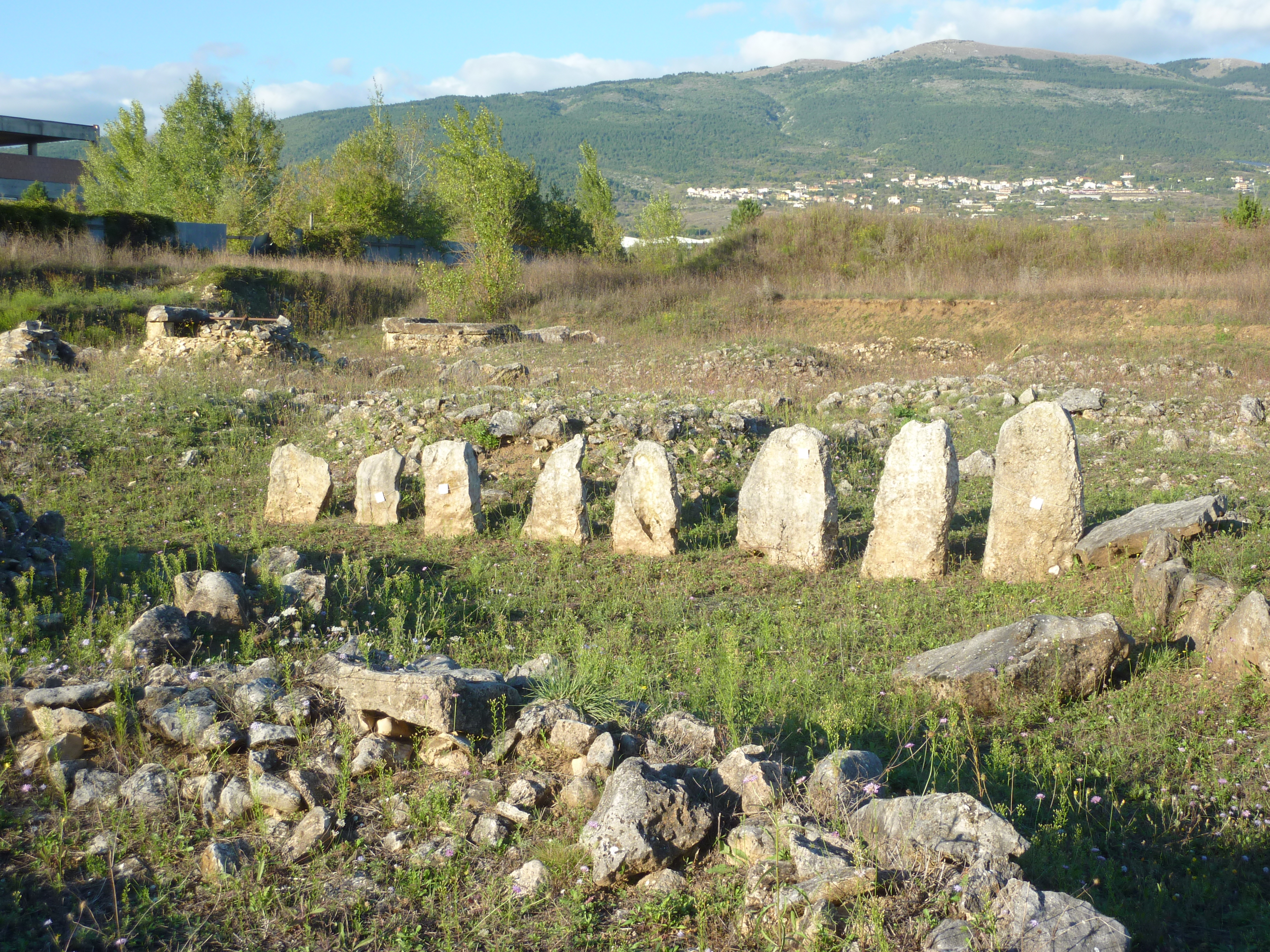
Necropoli di Fossa

- Necropoli vestina, si trova sulla piana del borgo, a fianco il fiume Aterno, e fu utilizzata dai Vestini sin dal IX secolo a.C., fino al III secolo a.C. poiché vi era sorto, nel frattempo, la città romana di Aveia. Di quest'ultima, durante i lavori di abbattimento di palazzine pericolanti in seguito al terremoto del 2009, è stata trovata una strada pedonale.

## Società

### Evoluzione demografica
Abitanti censiti

## Cultura

### Eventi
Oltre alla festa patronale ed alle feste religiose per onorare i Santi del Paese, le associazioni in loco organizzano annualmente, nella prima decade di agosto, la Sagra della bistecca.

### Arte: il ciclo di affreschi di Santa Maria ad Cryptas
Il grande ciclo di affreschi della chiesa di Santa Maria ad Cryptas di Fossa appartiene al filone di cicli pittorici duecenteschi d'Abruzzo, che comprende anche quelli della chiesa abbazia di San Tommaso Becket a Caramanico Terme e della chiesa di Santa Maria di Ronzano a Castel Castagna. Il ciclo è datato agli ultimi anni del XIII secolo, tra il 1264 e il 1283, anno di realizzazione della pala d'altare della Madonna del Latte, conservata nel Museo Nazionale a L'Aquila, opera di Gentile da Rocca, a cui sono attribuiti questi affreschi.
Anche questo ciclo ricopre gran parte della navata unica della chiesetta, dall'arco trionfale, al presbiterio, alle pareti laterali e alla controfacciata. Il ciclo è molto più variegato di quello di Bominaco, e si basa sull'accostamento delle scene del Vecchio e Nuovo Testamento: il ciclo della Genesi, quello primario, situato nella parete dell'arco trionfale, per proseguire sulla parete destra. La prima raffigurazione è quella di Dio rappresentato come un uomo giovane e imberbe che separa il sole dalla luna, nello stesso riquadro il Creatore è in posizione centrale tra le onde da un lato e le spighe di grano dall'altro. La seconda fase della narrazione si svolge nella prima campata della parete destra: le scene sono la divisione del Bene dal male e la Creazione degli animali, poi nel secondo registro la Creazione di Adamo ed Eva, a sinistra poi il monito dell'Eterno contro l'albero della Vita. La presenza di Dio soltanto nella prima scena dimostra lo spirito creativo e originale dell'autore, così come il riquadro del Monito di Dio contro Adamo ed Eva; nel terzo registro della Genesi si trovano il Peccato originale, la Cacciata dal Paradiso Terrestre con la porta dell'Eden custodita da un cherubino (tipico elemento di aggiunta originale abruzzese).

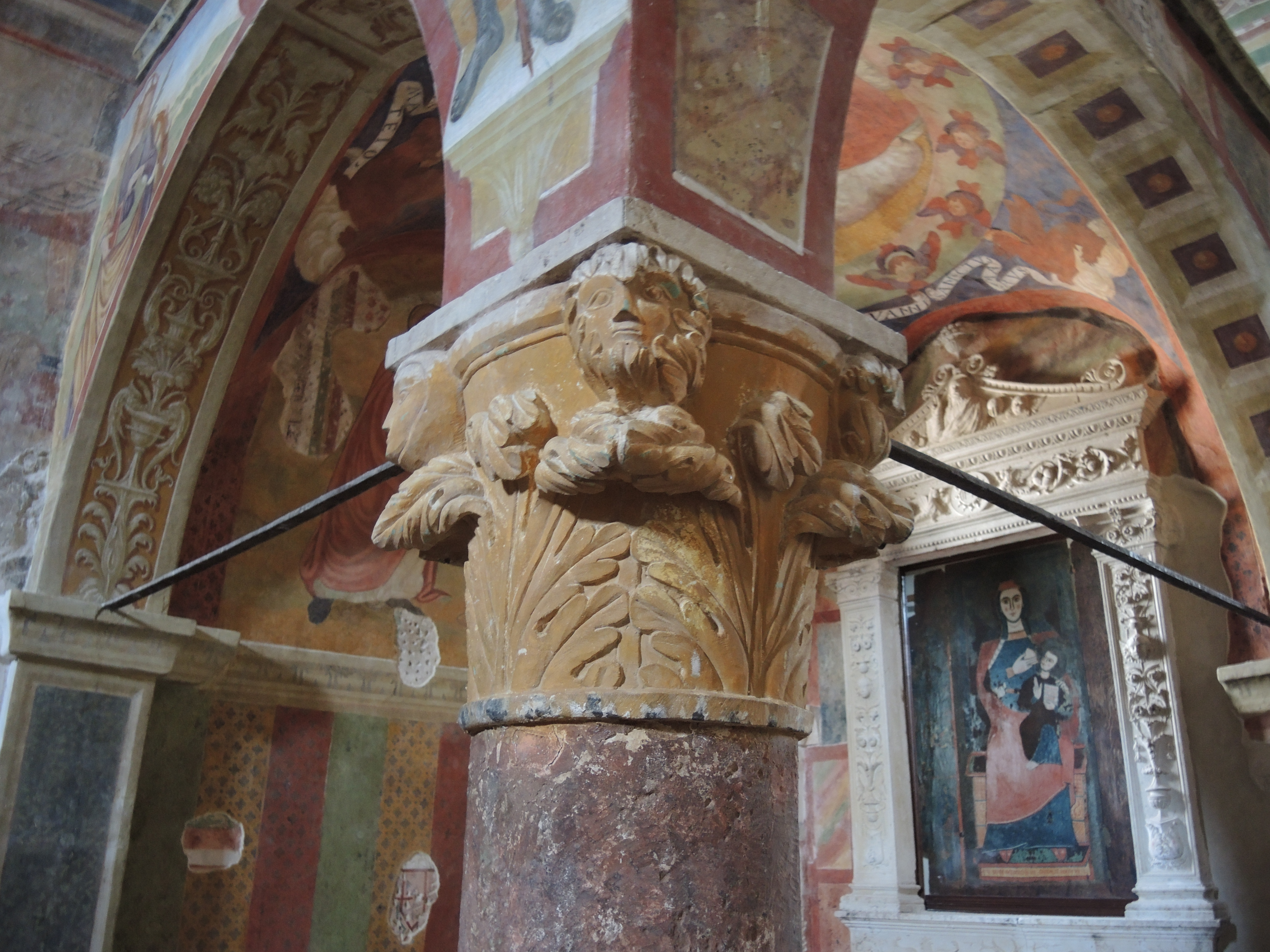
Il ciborio
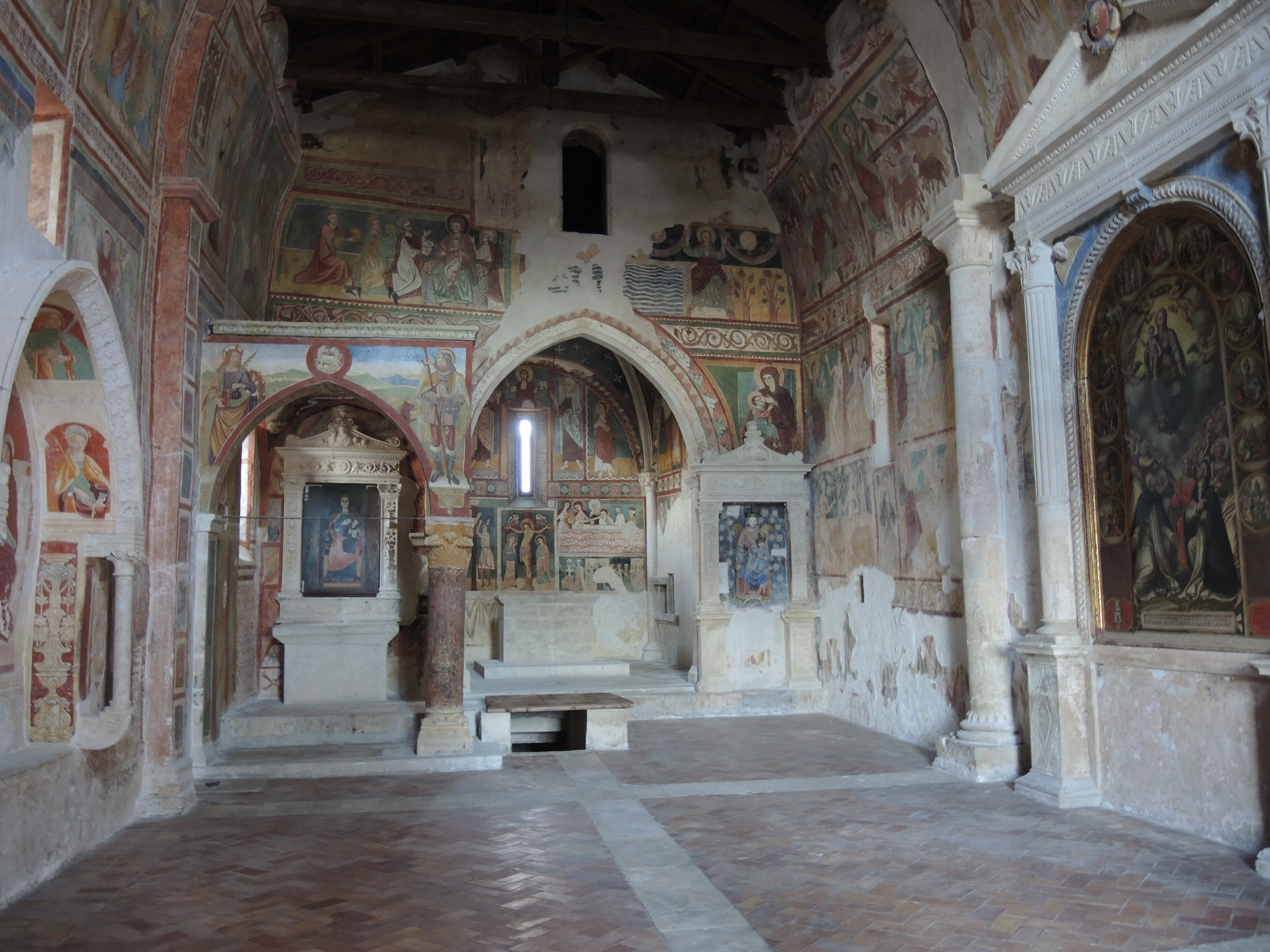
Veduta generale della navata
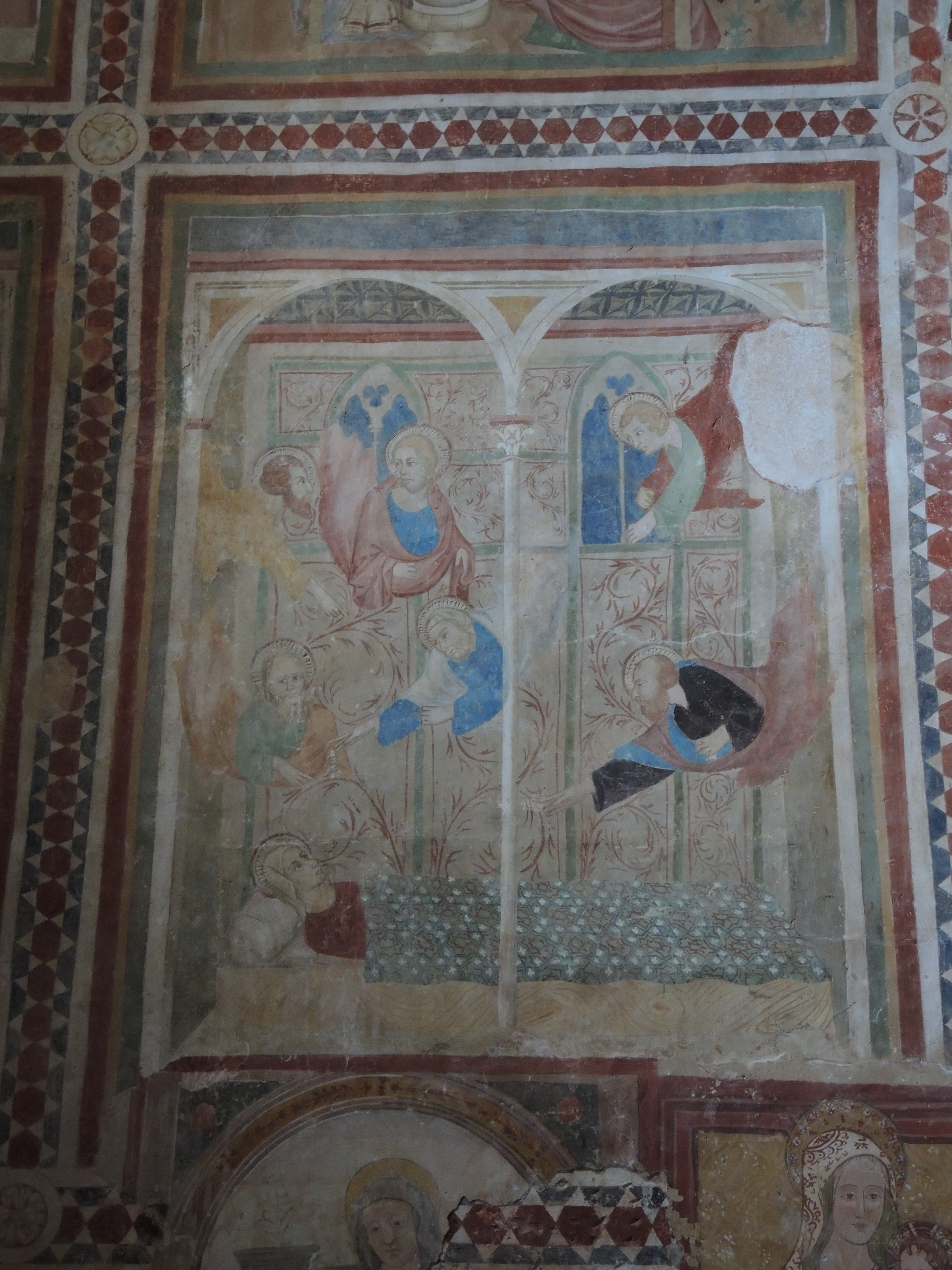
La morte dell'Assunta
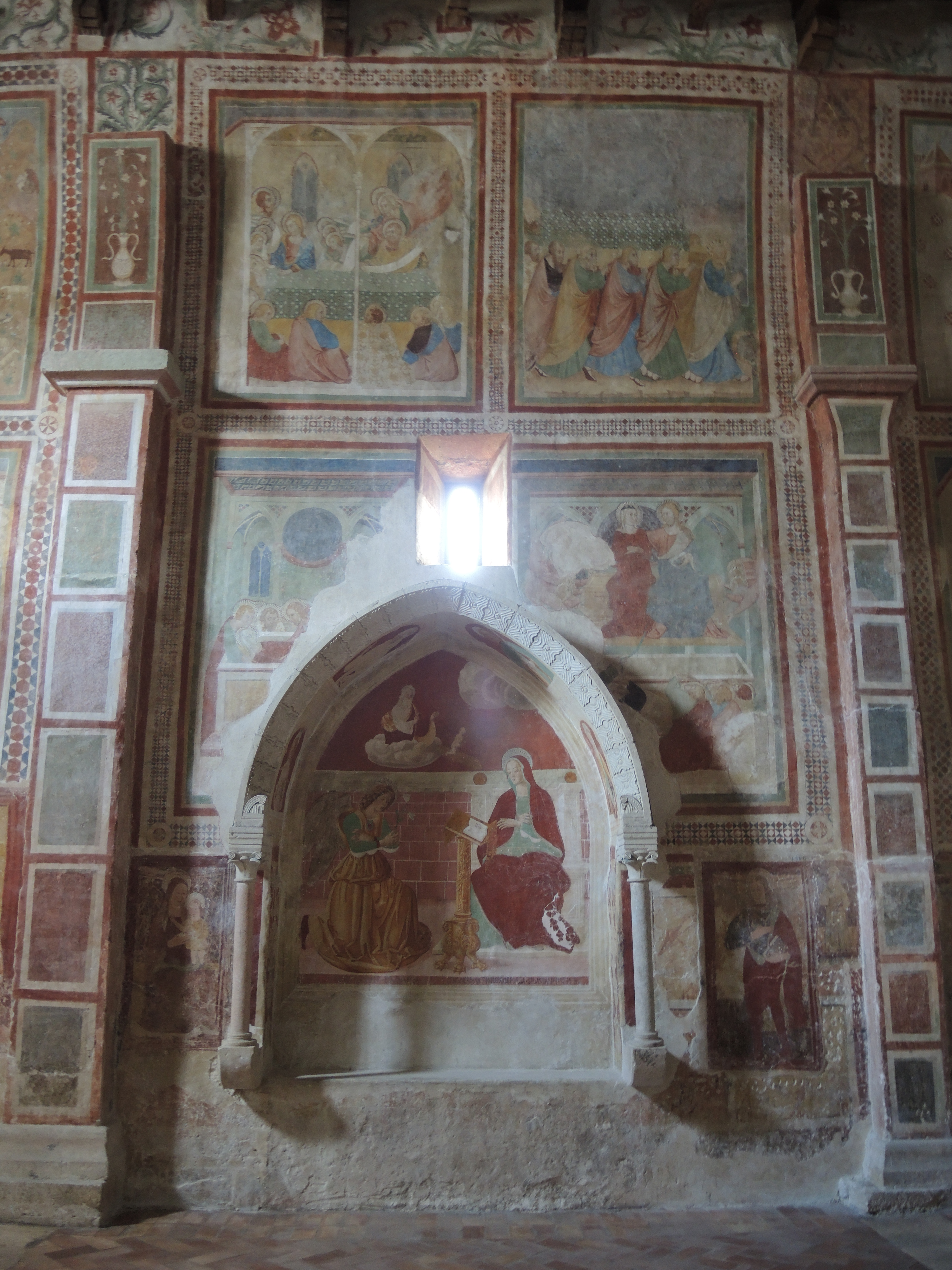
Storie della vita di Gesù e Maria, in primo piano Annunciazione
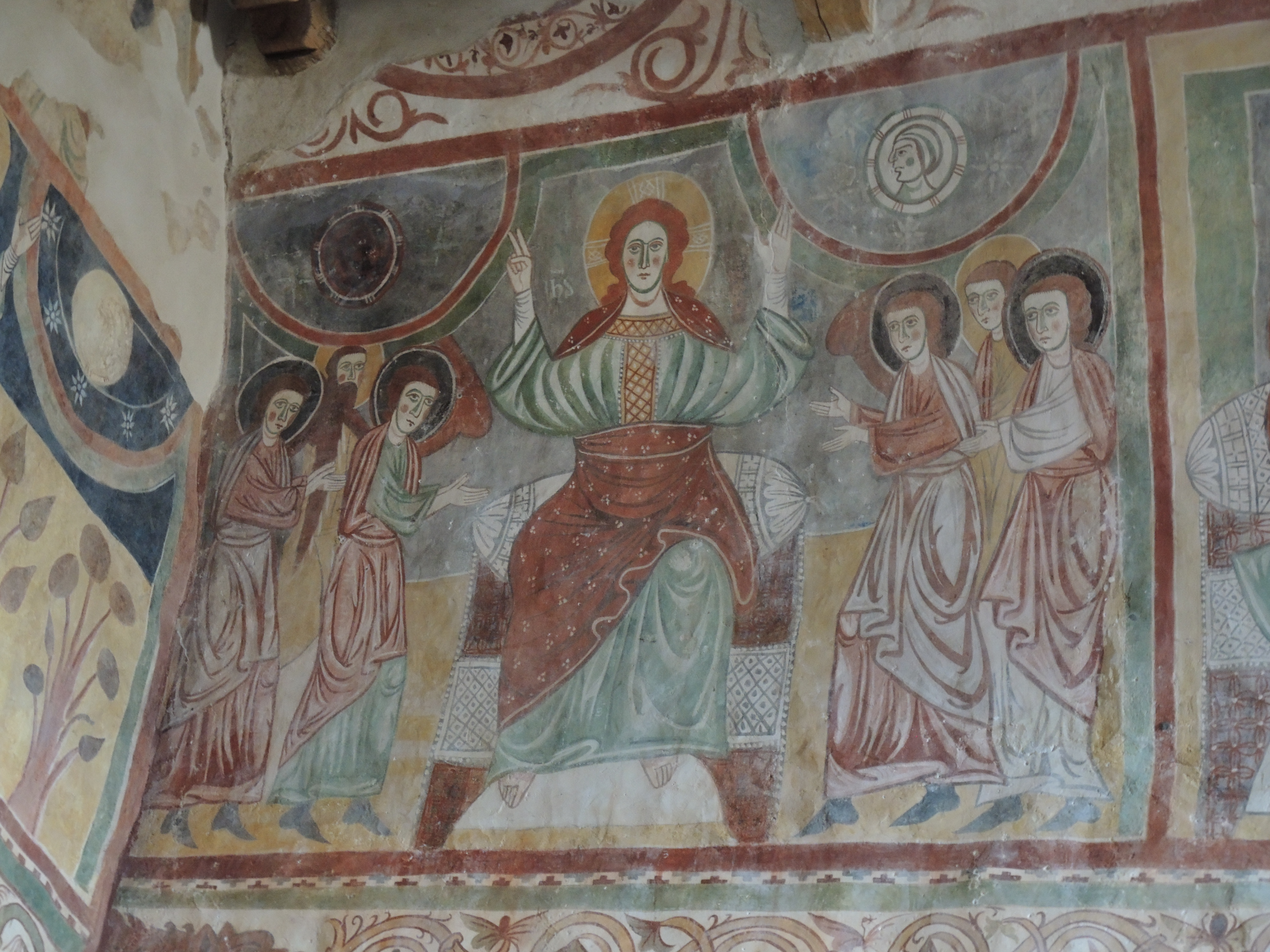
Cristo in maestà tra gli apostoli
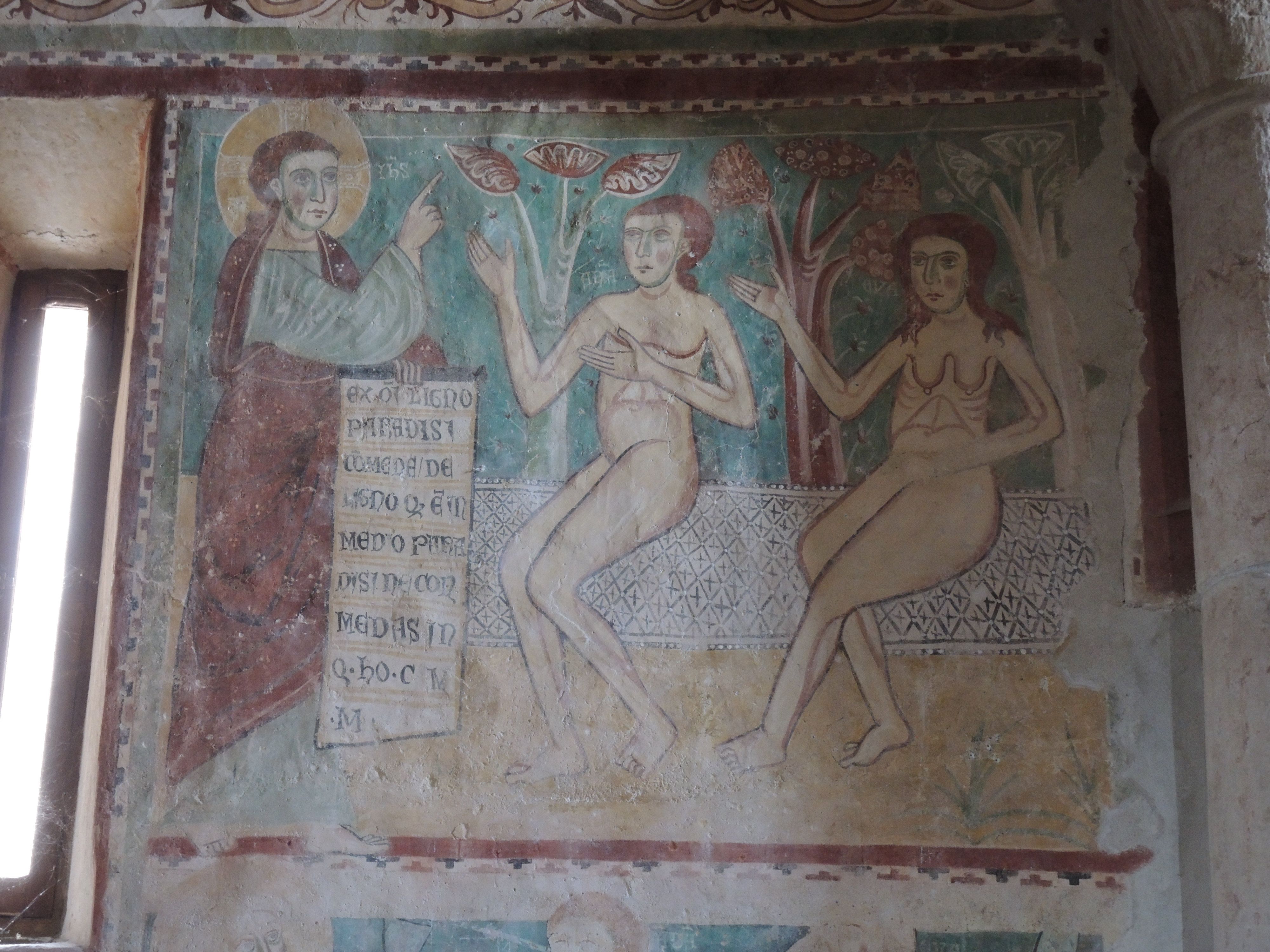
Cacciata dal Paradiso terrestre dei Progenitori
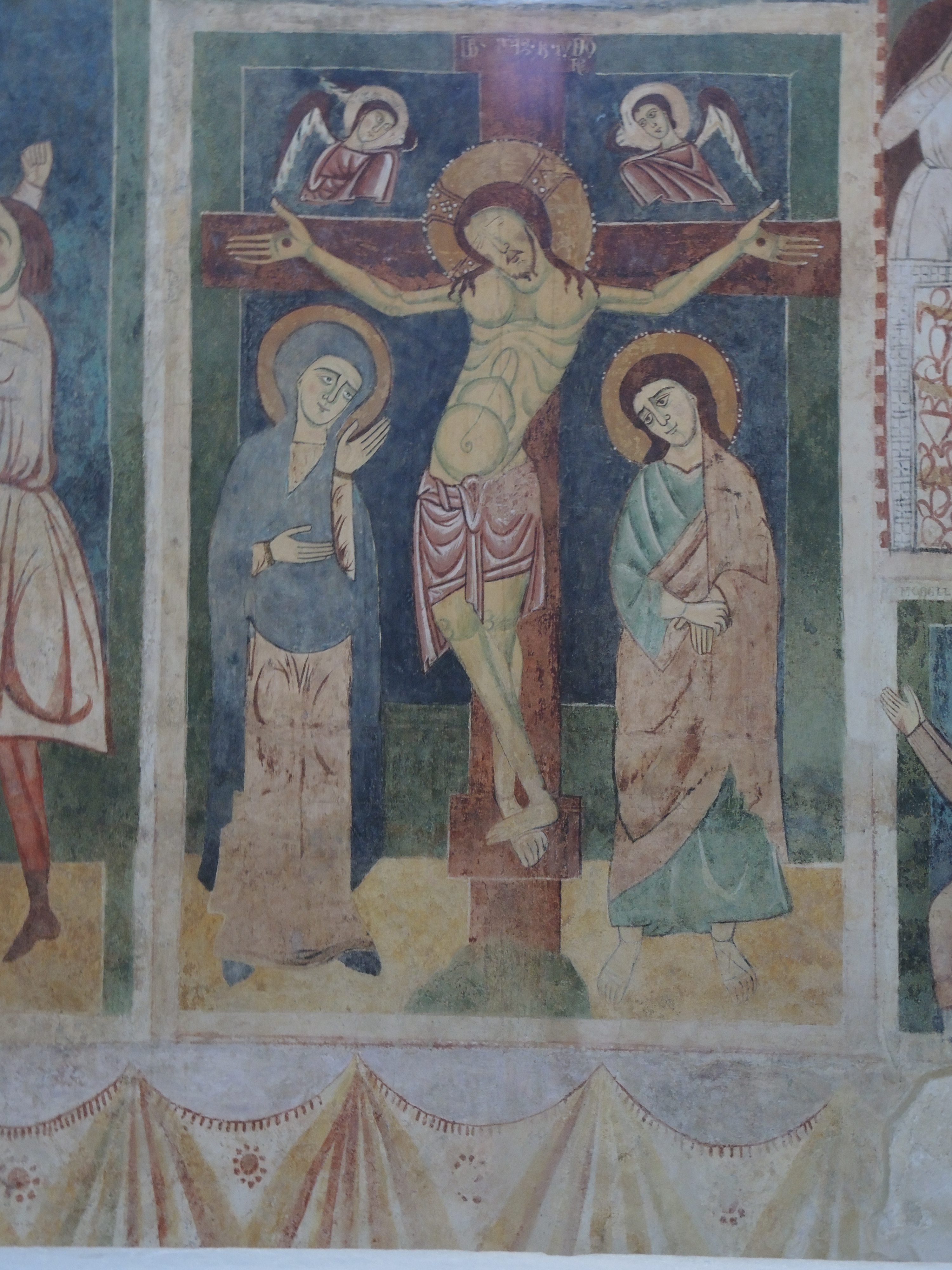
Crocifissione

Il secondo ciclo rappresenta dei personaggi collocati in nicchie, recanti nella destra un cartiglio con messaggi. In base alla posta e ai nomi, alcuni di essi sono i Profeti, altri i santi. La terza campata, articolata in tre registri, presenta in alto due santi cavalieri, a sinistra San Giorgio che uccide il drago, e a destra San Martino che si toglie il mantello. Il committente infatti era esponente dell'ordine cavalleresco, gli affreschi del secondo registro mostrano l'Allegoria dei Sei mesi finali dell'anno, rappresentati attraverso le attività lavorative. Nel terzo registro si trovano i Tre Patriarchi Abramo, Isacco e Giacobbe che portano in braccio piccole figure che rappresentano gli eletti del Paradiso. Il ciclo della Passione di Cristo si svolge nel presbiterio, sulle pareti absidali. Sulla parete sinistra nel lunettone ci sono cinque figure con un libro, in basso incomincia la narrazione della Passione con le scene dell'Ultima cena, il Bacio di Giuda. A differenza di Bominaco c'è maggior particolarismo nella resa dei volti, e Giuda è ritratto separato dagli Apostoli. Presso il lunettone, separate dalle scene della Passione, si trovano il Cristo adulto Pantocratore, a sinistra San Giovanni Battista e San Paolo, a destra San Pietro e San Giovanni Evangelista; il secondo registro della Passione mostrano i riquadri della Flagellazione con scena particolare della decisione di Ponzio Pilato, e poi la figura del Cristo martoriato, poi la scena della Crocifissione con la Madonna e San Giovanni apostolo, poi la Deposizione. Sotto di questa c'è l'affresco ritraente il committente con lo scudo crociato, e accanto a lui personaggi vestiti secondo l'uso del tempo, ossia la famiglia del cavaliere, chiamato Guglielmo Amore, come riporta l'iscrizione.
Il terzo ciclo del Giudizio universale è uno dei più antichi d'Abruzzo, occupante la controfacciata, e suddiviso in cinque registri. Nel primo in alto c'è il Cristo in maestà affiancato da angeli con tromba, nel secondo dieci personaggi, e altri più recenti, aggiunti nel XVI secolo. Nel terzo ci sono le anime elette e quelle dannate. A separare i due gruppi ci sono angeli che portano dei cartigli recanti la sentenza divina.

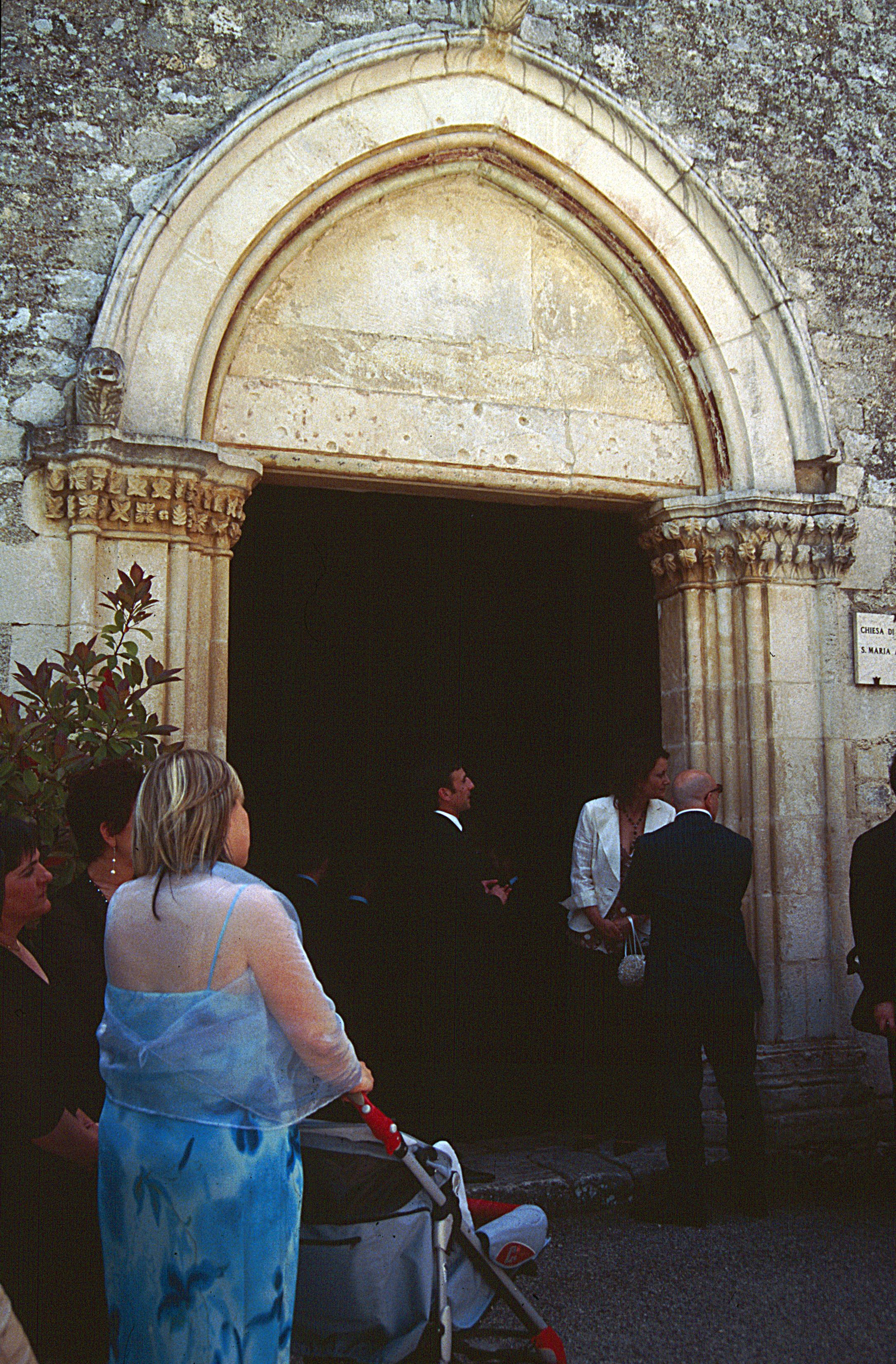
Portale maggiore di Santa Maria ad Cryptas.

Interessante è la resa dei personaggi e l'inserimento dei monaci in funzione di rappresentanti della Giustizia Divina. Il quarto registro raffigura la Resurrezione dei morti mediante una fila di sepolcri da cui riemergono figure, infine l'ultimo registro, diviso dal portale d'entrata, mostra San Michele arcangelo che pesa le anime sulla bilancia con la Vergine accanto, e a destra la raffigurazione dell'Inferno con descrizione delle pene
Questi cicli di Santa Maria ad Cryptas rappresentano il grande momento pittorico abruzzese che si colloca tra alla fine del Duecento, coinvolgendo gli artisti di Montecassino. Secondo Matthiae, la direzione dei cantieri era affidata a un solo uomo, che operava secondo schemi bizantini, come dimostrano i dipinti del lunettone di Cristo e gli Apostoli; successivamente altri artisti prendevano posto nel cantiere, ritraendo le scene dell'Antico e Nuovo Testamento. L'introduzione di manierismi, contorni incisivi delle vesti e dei volti, fa parte dell'influenza francese di Carlo d'Angiò che conquistò l'Abruzzo svevo, così come le pieghe ben pronunciate delle vesti, il contorno degli occhi, affinché questi dipinti trasmettessero all'osservatore spiritualità e sentimento, piuttosto che leziosità e dottrina alla maniera benedettina romanica.

## Amministrazione
| Periodo        | Periodo        | Primo cittadino     | Partito                         | Carica  | Note          |
| -------------- | -------------- | ------------------- | ------------------------------- | ------- | ------------- |
| 6 giugno 1993  | 12 maggio 2001 | Giacomo Di Marco    | Lista Civica di Centro-sinistra | Sindaco | [ 13 ] [ 14 ] |
| 13 maggio 2001 | 16 maggio 2011 | Luigi Calvisi       | Lista Civica di Centro-sinistra | Sindaco | [ 15 ] [ 16 ] |
| 17 maggio 2011 | 4 giugno 2016  | Antonio Gentile     | Lista Civica Progetto Fossa     | Sindaco | [ 17 ]        |
| 5 giugno 2016  | in carica      | Fabrizio Boccabella | Lista Civica Fossa Bene Comune  | Sindaco | [ 1 ]         |